# CD164
CD164（人类白细胞分化抗原64），又称内溶双体蛋白，唾液酸核心粘蛋白24，是一种由CD64基因编码的人体蛋白质。其功能为黏附分子。
唾液酸粘蛋白是一种异质的分泌或膜相关的粘蛋白组，在体内似乎起着两个关键但相反的作用:首先其作为细胞保护剂或抗粘附剂，其次作用为粘附受体。 CD164是I型整合跨膜唾液黏蛋白，其作为粘附受体起作用。